# توني غورلي
توني غورلي (بالإنجليزية: Tony Gurley)‏ هو محامي أمريكي، ولد في 3 أبريل 1956 في مقاطعة مكداويل في الولايات المتحدة.